# ボーカル (楽器)

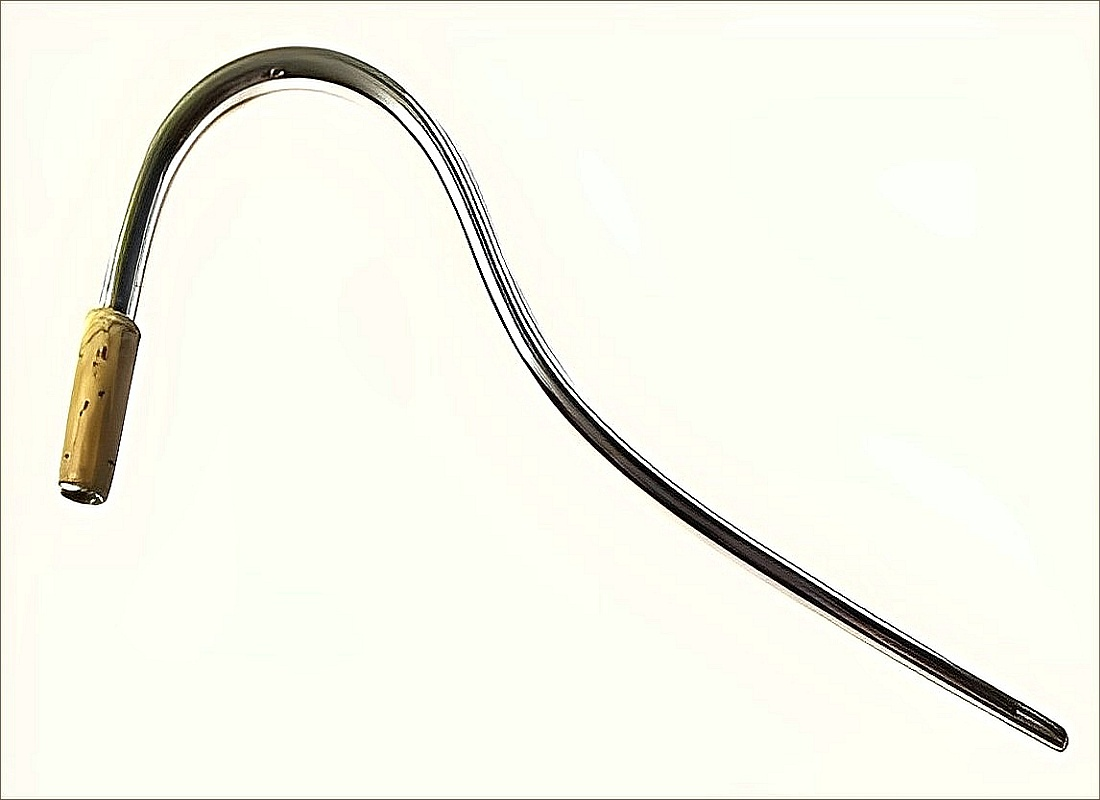
ファゴットのボーカル。ボーカルはコルク側の端を楽器（この場合はファゴット）に挿入するこによって使用される。次に、調製されたリードをもう一方の端に取り付ける。

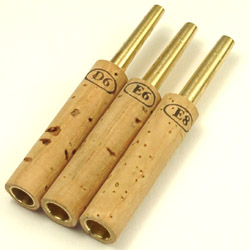
オーボエのリードと楽器本体をつなぐチューブ。通常はリードと一体化しており、ボーカルとは呼ばれない。

ボーカル（英: Bocal）は、曲線状の先細になった管であり、ファゴット、コントラファゴット、イングリッシュホルン、オーボエ・ダモーレといったダブルリード楽器や大型のリコーダーなどの特定の木管楽器の不可欠な要素である。ダブルリード楽器では、ボーカルはリードと楽器の残りの部分を結び付ける。大型リコーダーの場合は、ボーカルは奏者の口からの空気をフィップルへと向かわせる。ボーカルは洋白、真鍮、スターリング銀、時には金など様々な金属から作ることができる。低い側の端はコルクスリーブによって覆われており、これによってボーカルを楽器の頭部にあるソケットにぴったりと差し込むことができる。より最近は、少なくとも1つの製造会社が堅木材製ボーカルを生産している。リードは（ファゴットのように）ボーカルの細くなった端に直接差し込まれるか、あるいは（イングリッシュホルンのように）ボーカルにフィットする金属製の管に結び付けられる。
ボーカルという単語は英語のbocal由来。これはフランス語のbocalからの借用語であり、さらに遡るとイタリア語で「口を使う、口の」という意味の形容詞boccaleに由来する。
ファゴットのボーカルは内径約4ミリメートルから約10ミリメートルにまで広が円錐管であり、この広がり具合により様々な違いが生じる。ファゴットは他の管楽器のようにチューニングのために管を抜き差しできる場所がほとんどないため、長さの異なるボーカルを差し替えることでチューニングを行っている。ファゴットのボーカルのコルクの近くには、高い音や小さい音を出しやすくするためのピアニッシモキー（ウィスパーキーとも）が付いている。